# Euphausia frigida
Euphausia frigida är en kräftdjursart som beskrevs av Hansen 1911. Euphausia frigida ingår i släktet Euphausia och familjen lysräkor. Inga underarter finns listade i Catalogue of Life.